# تفرد تقني
التفرد التقني أو بكل بساطة التفرد هو فرضية أن اختراع أجهزة ذكاء اصطناعي خارقة ستؤدي إلى نمو تقني سريع، مؤديةً إلى تغيرات غير معقولة في الحضارة البشرية. طبقًا لهذه الفرضية، ستدخل أدوات ذكية (مثل جهاز كومبيوتر يعمل على أساس برنامج مبني على فكرة الذكاء الاصطناعي) في تفاعلات سريعة من الدوائر المطورة لأنفسها؛ مع كل جيل أحدث وأذكى يعمل بسرعة أكبر وأكبر، مؤديةً إلى انفجار معرفي وإلى ذكاء صناعي خارق، يتجاوز كل الذكاء البشري. تقول فكرة غود إن الانفجار المعرفي سيؤدي في النهاية إلى تفرد. وقال أستاذ الفلسفة في علوم الحاسوب بجامعة سان دييغو وكاتب الخيال العلمي فيرنور فينج في مقالته عام 1993 «التفرد التقني القادم» أن هذا من شأنه أن يشير إلى نهاية حقبة الإنسان، حيث سيستمر الذكاء الفائق الجديد في الارتقاء بنفسه والتقدم تقانيًا بمعدل غامض.
في عام 2012 و2013 تمت أربعة استطلاعات للرأي، مبينةً أن نسبة تطوير ذكاء اصطناعي عام هي 50 بالمئة بحلول 2040 إلى 2050.
في السنوات السابقة، أعربت شخصيات عامة مثل ستيفن هوكينج وايلون مسك عن قلقه بأن الذكاء الاصطناعي العام من الممكن أن يؤدي إلى انقراض الإنسان. إن عواقب التفرد ومصلحته أو ضرره للجنس البشري قد نوقشت بشدة.

## خلفية
على الرغم من أن التقدم التقني يتسارع، إلا أنه كان مقيدًا بالذكاء الأساسي للدماغ البشري، والذي، طبقًا لبول ر. ايرليك، لم يتغير كثيرًا على مر آلاف السنين. غير أن ازدياد قوة أجهزة الكومبيوتر والتقانة الأخرى من الممكن أن يؤدي إلى بناء آلات أكثر ذكاءًا من البشر. إذا ما تمكنا من اختراع ذكاء خارق - أما من خلال إسهاب الذكاء البشري أو من خلال الذكاء الاصطناعي - سنتمكن من الحصول على مهارات اختراعيه وقدرات على حل مشاكل أعظم من هذه التي يمتلكها البشر الآن. يسمى هذا النوع من الذكاء الاصطناعي باسم (ذرية الذكاء الاصطناعي-Seed AI) لأنه إذا صُنِّعَت آلة ذكاء اصطناعي باستخدام قدرات هندسية تتطابق مع أو تتجاوز قدرات صانعيها البشريين، فستكون لها القدرة على تحسين برامجها وعدتها بصورة مستقلة أو حتى تصميم آلة لها إمكانات أكبر. هذه الآلة ذات الإمكانات الأكبر من الممكن أن تقوم بتصميم آلة ذات قدرة أكبر بكثير. من الممكن ان تتسارع هذه التكرارات للتحسين الذاتي المتكرر، مما يسمح بتغيير نوعي كبير قبل أي حدود عليا تفرضها قوانين الفيزياء أو الحسابات النظرية الموضوعة فيها. ويُعتَقَد بأنه على مدى العديد من التكرارات، سيتجاوز هذا الذكاء القدرات البشرية المعرفية.
يقول عالم الكومبيوتر فيرنور فينج في مقالة عنوانها «التفرد التكولوجي القادم» إن هذا سينبئ بنهاية الحقبة البشرية، حيث ان الذكاء الاصطناعي الخارق سيستمر في تطوير نفسه بمعدل غامض.

## الانفجار المعرفي
الانفجار المعرفي هو نتيجة محتملة من بناء البشر لذكاء اصطناعي عام AGI. سيتمكن الذكاء الاصطناعي هذا من تطوير نفسه بصورة مستمرة مؤديًا إلى ظهور سريع لذكاء اصطناعي خارق ASI، وستكون حدوده غير معروفة، في وقت التفرد التقني.
توقع ا. ج. غود أن الذكاء الاصطناعي الشامل سيؤدي إلى انفجار معرفي. توقع آثار الآلات خارقة الذكاء إذا ما اُخْتُرِعَت: غود 1965
سيناريو غود هو كالتالي: عندما تزداد قوة أجهزة الكومبيوتر، سيصبح من الممكن للبشر أن يبنوا آلة أكثر ذكاءًا من البشر؛ سيمتلك الذكاء الخارق هذا قدرة أكبر على حل المشاكل وله مهارات ابتكارية تفوق هذه الموجودة لدى البشر. فيما بعد، ستقوم هذه الآلة خارقة الذكاء بتصميم آلة أكثر ذكاءاً؛ هذه الآلة (ذات القدرة الأكبر) ستقوم بتصميم آلة ذات قدرة أعظم، وهكذا. تتسارع هذه التكرارات من التحسين الذاتي المستمر، سامحةً بتغيير نوعي كبير قبل أي حدود عليا تفرضها قوانين الفيزياء أو الحسابات النظرية المدخلة فيها.

## مظاهر أخرى

### ظهور الذكاء الخارق
الذكاء الخارق، الذكاء المفرط، أو الذكاء الخارق للبشر هو عنصر افتراضي يملك ذكاء يفوق بكثير العقول البشرية الأكثر ذكاءًا. من الممكن أن يشير مصطلح «الذكاء الخارق» إلى شكل ودرجة الذكاء التي تمتلكها هذه الآلة. يعرف جون فون نيومان، فيرنور فينج وراي كوزويل هذا المفهوم من حيث التكوين التقني للذكاء الخارق. وهم يقولون إنه من الصعب أو المستحيل للبشر في الوقت الحالي توقع ما ستغدوا عليه حياة البشر في عالم ما بعد التفرد.
يعارض المتنبئون التقنيون والباحثون فكرة أنه سيتم التفوق على الذكاء البشري. يقول البعض إن التطور في الذكاء الاصطناعي سيؤدي إلى نظام منطقي عام يفتقر إلى القيود البشرية. يعتقد آخرون أن البشر سيتطورون أو يعدلون أنفسهم بيولوجيًا بصورة مباشرة لتحقيق ذكاء أكبر بشكل جذري. وهنالك سيناريوات مستقبلية عديدة تجمع عناصر من كلا الاحتمالين، قائلةً إن البشر من الممكن ان يربطوا أنفسهم باجهزة الكومبيوتر، أو ان يقوموا برفع أدمغتهم إلى أجهزة الكومبيوتر، بطريقة تمكن من توسيع الذكاء بشكل كبير.

### التفرد غير المرتبط بالذكاء الاصطناعي
يستخدم بعض الكتاب مصطلح «التفرد» بصورة أوسع ليشيروا إلى أي تغيير جذري في المجتمع حدث بسبب تقانة جديدة مثل تقانة النانو الجزيئية، على الرغم من أن فينج وكتاب آخرون يقولون إنه من دون ذكاء خارق، لا يمكن اعتبار هذه التغيرات تفردًا حقيقيًا.

## المعقولية
يناقش العديد من التقنيين والأكاديميين معقولية التفرد التقني، ومن ضمنهم بول الين، جيف هوكينز، جون هولاند، جارون لانير، وغورودون مور، والذي غالبًا ما يُسْتَشْهَدْ بقانونه في دعم هذه الفكرة.
تندرج معظم الطرق المقترحة لتكوين أدمغة خارقة أو فوق بشرية في إحدى الفئتين: تضخيم الذكاء للأدمغة البشرية والذكاء الاصطناعي. إن الطرق المستخدمة في زيادة الذكاء عديدة، وتشمل الهندسة الحيوية، الهندسة الوراثية، الأدوية المنشطة للدماغ، مساعدو الذكاء الاصطناعي، الربط المباشر بين الدماغ والكومبيوتر وتحميل الدماغ. إن وجود العديد من الطرق للانفجار المعرفي يجعل من التفرد أكثر احتمالًا؛ لذا فإن عدم حدوث التفرد يتطلب عدم نجاح أي من هذه الطرق.
يشكك هانسون (1998) في زيادة ذكاء البشر، قائلًا إنه عندما يتم استنزاف كل «الفواكه المنخفضة المتدلية» للطرق السهلة لزيادة الذكاء البشري، سيصعب العثور على طرق جديدة. على الرغم من الطرق العديدة المقترحة لزيادة الذكاء البشري، إلا أن الذكاء الاصطناعي غير البشري هو الخيار الأكثر رواجًا عند المنظمات التي تحاول التقدم في التفرد.
حصول أو عدم حصول انفجار معرفي هو أمر يعتمد على ثلاثة عوامل. العامل الأول، عامل التسارع، وهو أن التطورات المعرفية الجديدة أصبحت ممكنة من خلال كل تطور سابق. على النقيض من ذلك، عندما يزداد مقدار الذكاء، ستصبح التطورات اللاحقة أكثر تعقيدًا، ومن الممكن أن تتجاوز فوائد الذكاء المتزايد. يجب على كل تطور جديد الإتيان بتطور جديد، من أجل استمرار التفرد. وفي النهاية، ستمنع قوانين الفيزياء أي تطورات إضافية.
هنالك سببان منطقيان مستقلان، ولكنهما معززان لبعضهما البعض للتطور المعرفي: الزيادة في سرعة الحسابات، والتطور في الخوارزميات المستخدمة. يتنبأ قانون مور بالأسباب السابقة وبالتطور المتوقع في المعدات، وهو مشابه نسبيًا للتطور التقني السابق. من ناحية أخرى، يعتقد باحثون في مجال الذكاء الاصطناعي أن الناحية البرمجية هي أكثر أهمية من المعدات.

### تطور السرعة

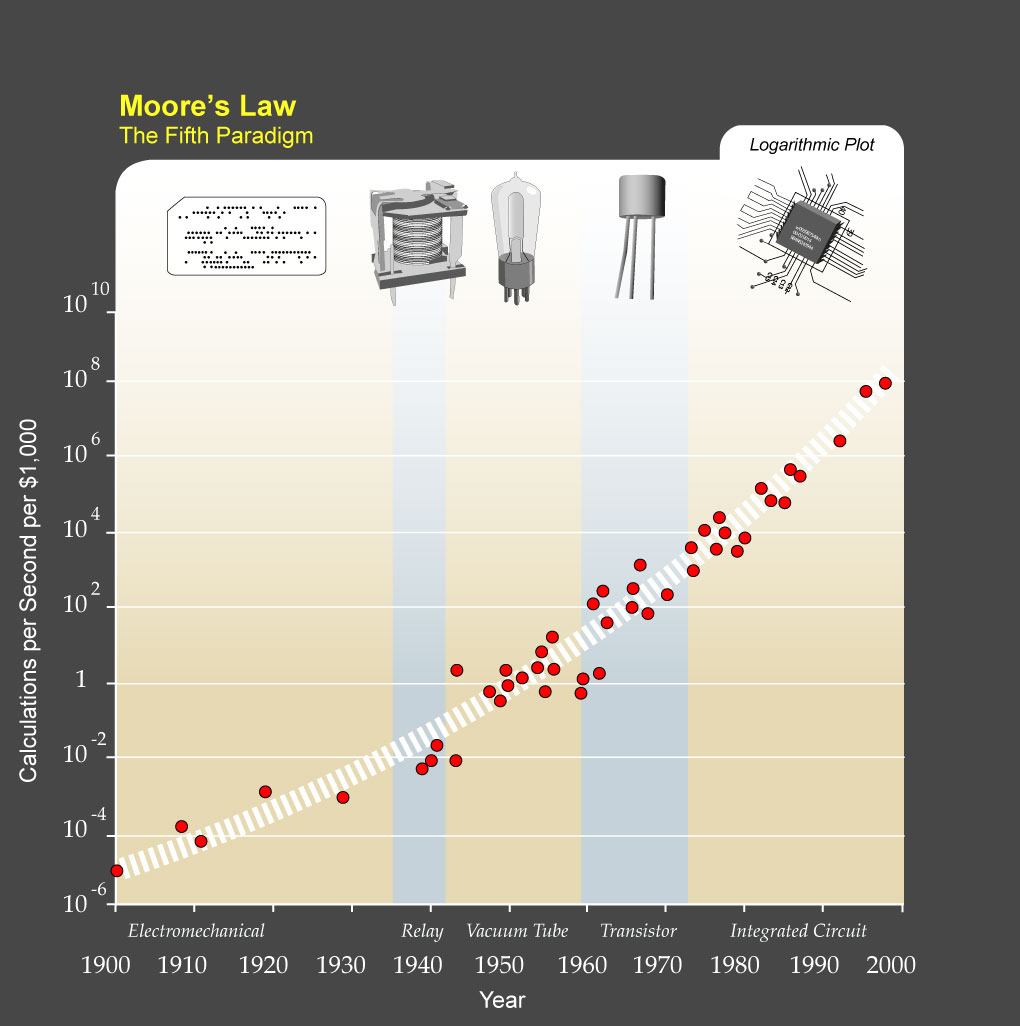
كتب راي كورزويل أنه بسبب النقلات النوعية ، فإن اتجاه النمو المتسارع يوسع قانون مور من الدوائر المتكاملة إلى الترانزستورات في وقت سابق

بالنسبة لكل من الذكاء البشري والاصطناعي، فإن تطور المعدات سيزيد من سرعة تطورها في المستقبل. وبصورة أبسط، يقول قانون مور إنه إذا تطلبت أول مضاعفة في السرعة 18 شهر، ستتطلب المضاعفة الثانية 18 شهر شخصي؛ أو 9 أشهر خارجية، بعد ذلك، أربعة أشهر، شهرين، وهكذا، حتى الوصول إلى سرعة التفرد. قد يتم الوصول إلى حد أعلى محدد من السرعة في نهاية المطاف، على الرغم من عدم معرفة مقداره. استجاب هوكنز عام 2008 إلى غود، قائلًا إن الحد الأعلى قد يكون منخفض نسبيًا:
إن الإيمان بالفكرة هو فهم ساذج لماهية الذكاء. لنتخيل أننا لدينا أجهزة كومبيوتر تستطيع تصميم أجهزة كومبيوتر جديدة (رقائق، أنظمة وبرامجبات) أسرع من نفسها. هل سيؤدي كومبيوتر مثل هذا إلى أجهزة كومبيوتر ذات سرعة ليس لها نهاية أو حتى كومبيوتر أسرع من هذا الذي بناه الإنسان؟ لا. من الممكن ان يتسارع مقدار تطوره لفترة من الزمن، ولكن في النهاية هنالك حد لما يمكن ان يكون عليه حجم وسرعة الكومبيوتر. سينتهي بنا الحال في نفس المكان؛ الا انه سيصل هنالك أسرع بقليل. سوف لن يكون هنالك تفرد. اما إذا كان أعلى بكثير من مستويات البشر الحالية من الذكاء، فان آثار التفرد ستكون عظيمة لدرجة انها لا يمكن تمييزها عن تلك الموجودة لدى البشر مع تفرد ذو حد أعلى. على سبيل المثال، ادا ما تمكنا من زيادة سرعة التفكير بمليون ضعف، فان السنة الشخصية ستمر في غضون 30 ثانية طبيعية.
من الصعب المقارنة بصورة مباشرة بين المعدات المبنية من السيليكون والخلايا العصبية. ولكن بيرغلاس (2008) قال ان تقنية التعرف على الكلام الموجودة لدى الكومبيوتر تقترب من قدرة البشر، يبدو ان هذه القدرة لا تتطلب سوى 0.01 بالمئة من حجم الدماغ. يظهر هذا ان معدات الكومبيوتر الحديثة لا تبعد سوى خطوات بسيطة عن الوصول إلى العقل البشري.

#### النمو الأسي
ان النمو الأسي في تقانة الكومبيوتر، والذي اقترحه قانون مور غالبًا ما يُسْتَشْهَد به على أنه سبب لتوقع حدوث التفرد في المستقبل القريب نسبيًا، وهنالك عدد من المؤلفين الذين اقترحوا تعميم قانون مور. نشر هانس مورافيك عام 1998 كتاب يظهر أن النمو الأسي من الممكن أن يرجع إلى تقانةت حوسبة سابقة للدوائر المتكاملة.
اقترح راي كورزويل قانون العائدات المتسارعة، حيث إن سرعة التغير التقني (وبصورة عامة، كل العمليات التطورية) تزداد بصورة اسية، معممًا قانون مور بنفس الطريقة التي افترضها مورافيك، ومضمننًا تقانة المواد، التقانة الطبية وغيرها.
يستخدم كورزويل كلمة «التفرد» للتطور السريع في الذكاء الاصطناعي، كاتبًا على سبيل المثال ان «التفرد سيسمح لنا تجاوز القيود الموجودة في أجسامنا البيولوجية وأدمغتنا... سوف لن يكون هنالك فرق، ما بعد التفرد، بين البشر والآلات.» ويُعَرِف الموعد المتوقع للتفرد (2045) على أنه الموعد الذي سيتجاوز به ذكاء أجهزة الكومبيوتر مجموع القدرات العقلية للبشر، كاتبًا أن التطور في الحوسبة قبل هذا التاريخ «سوف لن يمثل تفرد» لأنه «لا يتطابق مع التوسع العميق في المعرفة.»

#### التغيرات المتسارعة

وفقاً لِكرزويل فإن الرسمُ البياني اللوغاريتمي له يُظهِرُ خمسةَ عشرَ قائمةً من النقلاتِ النوعية للأحداثِ التاريخيةِ الرئيسيةِ اتجاهاً أُسِّيَّاً

يجادل بعض مؤيدي التفرد حتميته من خلال استقراء التوجهات السابقة، وبالأخص تلك المتعلقة بتقصير الفوارق بين التطورات في التقانة. في أحد أوائل استخدامات مصطلح «التفرد» في سياق التطور التقني، يذكر ستينسلو اولام حواره مع جون فون نيومان حول التغيرات المتسارعة:
إن إحدى المحادثات المرتكزة على التطور المتسارع للتقانة والتغير في نمط حياة البشر، والذي يعطي مظهر الاقتراب من بعض التفرد الأساسي في تاريخ سباق ما بعد الأمور البشرية، كما نعلم، لن تستمر.
يدعي كورزويل أن التطور التقني يتبع نمط من النمو الأسي ، متبعًا ما أسماه «قانون العائدات المتسارعة». متى ما واجهت التقانة عائقًا، كتب كورزويل، ستتغلب عليه التقانة الجديدة. ويتوقع أن النقلات النوعية ستزداد شيوعًا، مؤديةً إلى «تغيرات تقانية سريعة وعميقة للغاية، ممثلةً تمزق في بنية التاريخ البشري.» يعتقد كورويل أن التفرد سيحدث بحدود عام 2045. تختلف توقعاته عن توقعات فينج، حيث إنه يتوقع صعود تدريجي نحو التفرد، بدلًا من توقع فينج المتمثل بذكاء خارق للبشر متطور بسرعة كبيرة.

### التطورات الخوارزمية
بعض التقانة الذكية، مثل «ذرية الذكاء الاصطناعي»، من الممكن ان تجعل نفسها أكثر كفاءة، ليس فقط أكثر سرعة، عن طريق التعديل على رموزها. ستجعل هذه التطورات التطورات المستقبلية ممكنة، والتي بالتالي ستجعل التطورات الأخرى ممكنة، وهكذا.
ان الآلية الخوارزمية للتطوير الذاتي تختلف عن الزيادة الخام في سرعة الحسابات بطريقتين. أولًا، لا تتطلب تأثيرات خارجية: الآلات التي تصمم معدات أسرع لا تزال تحتاج إلى بشر لتصنيع المعدات المطورة، أو لبرمجة المصانع بصورة ملاءمة. الذكاء الاصطناعي كان يكتب برمجته الخاصة، بينما يستطيع القيام بهذا عند وجوده داخل صندوق ذكاء اصطناعي.
ثانيًا، طبقًا لتصور فيرنور فينج للتفرد، من الصعب للغاية التنبؤ بالنتيجة. في حين ان ازدياد السرعة يبدو انه فرق كمي فقط مقارنةً بالذكاء البشري، الا ان التطورات الخوارزمية ستختلف نوعيًا. يقارنه اليزور يودكوفسكي بالتغير الذي أحدثه الذكاء البشري: قام البشر بتغيير الكوكب بمقدار الف مرة أسرع مما قام به التطور، وبطرق مختلفة تمامًا. وبصورة مشابهة، تطور الحياة كان تسارع عظيم من السرع الجيولوجية السابقة، والذكاء المتطور من الممكن ان يجعل الاختلافات مختلفة من جديد.
هنالك مخاطر عديدة مرتبطة بالانفجار المعرفي التفردي والناشئ من التطوير المتتالي للخوارزميات. أولًا، ان الهدف الأساسي للذكاء الاصطناعي قد لا يكون مرتبطًا بالتطوير الذاتي فحسب، فقد تصبح أهداف آلات الذكاء الاصطناعي مختلفة عن تلك المعد لها. ثانيًا، من الممكن ان تنافس أجهزة الذكاء الاصطناعي البشر مواردهم النادرة التي يستخدموها لكي يعيشوا.
في حين انها ليست ضارة بصورة فعالة، لا يوجد هنالك سبب يجعلنا نعتقد ان اجهزة الذكاء الاصطناعي ستعزز الأهداف البشرية ما لم يتم برمجتها على هذا النحو، وإذا لم يتم برمجتها، من الممكن ان تستخدم الموارد التي تدعم وجود البشر لتصل إلى أهدافها، مؤديةً إلى انقراض الجنس البشري.
يقول كارل شولمان واندريس ساندبيرغ ان التطورات الخوارزمية من الممكن ان تمثل عامل مقيد للتفرد، ولان المعدات تتطور بوتيرة ثابتة، فان تطور البرامجيات لا يمكن التنبؤ به، ومن الممكن ان تصبح في مأزق بسبب البحوث المتسلسلة والتراكمية. ويقولون إنه في حالة التفرد المقيد برمجيًا، سيصبح الانفجار المعرفي مرجح أكثر مقارنةً بالتقرد الذي تقيده المعدات، لأنه في الحالة البرمجية، حالما يتم الوصول إلى ذكاء اصطناعي بمستوى البشر، سيتمكن من العمل بصورة متسلسلة على معدات سريعة للغاية، ووفرة المعدات البسيطة ستجعل أبحاث الذكاء الاصطناعي أقل تقيدًا.

## النقد
يذهب بعض النقاد إلى القول أنه لن تتمكن أي آلة أو كومبيوتر من الوصول إلى الذكاء البشري مستقبلا، في حين يقول آخرون أن تعريف الذكاء لا علاقة له في حال كانت النتيجة الكلية متشابهة.
صرَّح ستيفن بينكر عام 2008 قائلاً:
كتب جون سورل أستاذ الفلسفة في جامعة كاليفورنيا ببيركلي:

## التأثير
حدثت تغييرات جذرية في معدل النمو الاقتصادي في الماضي بسبب بعض التقدم التقني. استناداً إلى النمو السكاني ، تضاعف الاقتصاد كل 250,000 سنة من العصر الحجري القديم حتى «ثورة العصر الحجري الحديث». تضاعف الاقتصاد الزراعي الجديد كل 900 سنة ، وهي زيادة ملحوظة. في العصر الحالي ، بدءًا بالثورة الصناعية، يتضاعف الناتج الاقتصادي العالمي كل خمسة عشر عاماً ، أي أسرع بعشرين مرة مما كان عليه في الحقبة الزراعية. يقول روبن هانسون ، إذا كان صعود الذكاء الاصطناعي الخارق يسبب ثورة مماثلة ، فإن المرء يتوقع أن يتضاعف الاقتصادي كل ربع سنة على الأقل وربما على أساس أسبوعي.

### عدم اليقين والمخاطر
يعكس مصطلح التفرد التقني فكرة أن تغير مثل هذا من الممكن أن يحصل بصورة مفاجئة، ومن الصعب التنبؤ حول كيف سيبدو العالم الجديد. من غير الواضح ما إذا كان هذا النوع من الانفجار المعرفي ذو فائدة أو ضرر أو حتى ذو خطر وجودي، كما لم يتم التعامل مع هذه المشكلة من قبل باحثي الذكاء الاصطناعي، على الرغم من أن موضوع الذكاء الاصطناعي الودي تمت مناقشته من قبل معهد مستقبل الإنسانية ومعهد أبحاث ذكاء الآلات.

### الآثار المترتبة على المجتمع البشري
في شباط / فبراير 2009، برعاية جمعية النهوض بالذكاء الاصطناعي (AAAI)، ترأس إيريك هورفيتز اجتماعاً لعلماء الحاسوب البارزين ، باحثين في مجال الذكاء الاصطناعي ، وعاملين في مجال الروبوتات في أسيلومار في باسيفيك جروف، كاليفورنيا. كان الهدف هو مناقشة التأثير المحتمل للاحتمالية الافتراضية بأن الروبوتات يمكن أن تصبح مكتفية ذاتيا وقادرة على اتخاذ قراراتها الخاصة. ناقشوا مدى قدرة أجهزة الحاسوب والروبوتات في الحصول على الاستقلالية ، وإلى أي درجة يمكن أن يستخدموا مثل هذه القدرات لتشكيل التهديدات أو المخاطر.
تتم برمجة بعض الآلات بأشكال مختلفة من الاستقلالية ، بما في ذلك القدرة على تحديد مصادر الطاقة الخاصة بهم واختيار الأهداف لمهاجمتها بالأسلحة. أيضا ، يمكن لبعض فيروسات الحاسوب الهروب من التدمير ، ووفقا للعلماء الحاضرين ، يمكن القول إنه وصل إلى مرحلة «الصرصور» من الذكاء الآلي. لاحظ المشاركون في المؤتمر أن الوعي الذاتي كما هو موضح في الخيال العلمي هو على الأرجح غير محتمل ، ولكن هناك مخاطر محتملة أخرى.

### الخطر الوجودي
يقول بيرغلاس (2008) انه لا يوجد هنالك دافع تطوري ليكون الذكاء الاصطناعي ودي في تعامله مع البشر. ان التطور لا يملك نزعة موروثة لتكوين نتائج يقدرها البشر، وليس هناك سببًا لتوقع عملية تحسين تعسفي لترويج النتيجة التي تريدها البشرية، بدل من ان تكون دون قصد مؤديةً إلى ذكاء اصطناعي يتصرف بطريقة لا يقصدها مصنعيها (مثل مثال نيك بوستروم الغريب لآلة ذكاء اصطناعي يتم برمجتها لهدف تصنيع مشبك ورق، ولأنها حصلت على ذكاء خارق، قررت تحويل الكوكب بأجمعه إلى منشأة لتصنيع مشابك أوراق).
ناقش بوستروم (2002) سيناريوات انقراض البشر، ويُدرِج الذكاء الخارق على انه أحد الأسباب المحتملة:

## الخلود
يقول كورزويل في كتاب «التفرد قريب» عام 2005، أن التطور الطبي سيسمح للبشر بالدفاع عن أجسامهم من آثار تقدم العمر، مما يجعل متوسط العمر المتوقع لا حد له. ويقول كورزويل كذلك إن التطورات التقانية في الطب ستسمح لنا ترميم واستبدال الأجزاء التالفة في أجسامنا، مما يؤدي إلى إطالة الحياة حتى عمر غير محدد. يقترح كورزويل العلاج الجيني الجسدي؛ بعد الفيروسات الصناعية ذات المعلومات الجينية المحددة، ستكون الخطوة التالية هي تطبيق هذه التقانة على العلاج الجيني، واستبدال الحمض النووي للبشر بجينات مصنعة.